# Jocelin I van Edessa

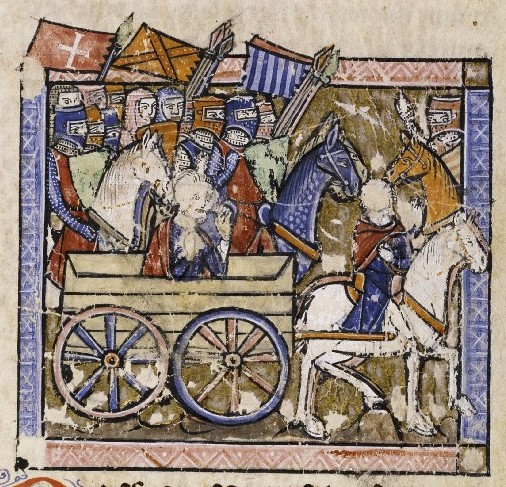
Jocelin I afgevoerd op een kar.

Jocelin van Courtenay (geb, circa 1070-75 - gestorven 1131 nabij Kaysun) was tussen 1112 en 1119 vorst van Galilea en als Jocelin I van 1118 tot 1131 de graaf van Edessa. Hij was een zoon van Jocelin van Courtenay en Elisabeth van Monthlery. Jocelin zelf trouwde met Beatrix van Armenië een dochter van Constantijn I van Armenië, en kregen samen een zoon, de latere Jocelin II van Edessa. Na het overlijden van Beatrix in 1122 huwde hij nog met Maria van Salerno, een zuster van Rogier van Salerno.

## Levensloop
Jocelin nam deel aan de mini-Kruisvaart van 1101 samen met zijn buurman graaf Willem II van Nevers en trad in dienst van zijn neef Boudewijn II, toentertijd de graaf van Edessa. Boudewijn maakte hem tot baron van Turbessel, tegenwoordig Tilbesar in het uiterste zuiden van het huidige Turkije. Hij bleek een goede vriend voor Boudewijn te zijn, toch werd zijn loyaliteit in twijfel getrokken. Samen met Bohemund I ondernam hij in 1103 strooptochten door het gebied van Aleppo en daar veroverden ze de plaats Muslimiye door uitbuiting van de bevolking van de stad kon Bohemund Boudewijn terugbetalen. In de lente marcheerde Jocelin en Bohemund naar Marash, dat in handen was van de Armeense generaal Thorosh van Marash en de stad behield voor de Byzantijnen. Thorosh gaf de stad over aan Jocelin en Bohemund nam de plaats Albistan in.
In maart 1104 sneed Jocelin de communicatie af tussen Aleppo en de Eufraat. Twee maanden later werden Jocelyn en Boudewijn gevangengenomen in de Slag bij Harran. Bij zijn gevangenneming kwam hij in de handen van Soqman van Mardin. Na diens dood kwam Jocelin in de handen van Ilghazi, die van plan was hem in een ruil te betrekken met zijn neef Ibrahim die door de kruisvaarders werd vastgehouden. Jocelin werd uiteindelijk vrijgelaten na het betalen van 20.000 dinar en militaire hulp die hij had toegezegd. Zijn onderdanen in Turbessel betaalden het uiteindelijke losgeld. Jocelin wist zonder moeite het geld te verzamelen voor de vrijlating van Boudewijn II en bracht het geld mee naar het kasteel van Qal'at Ja'bar waar Jawali woonde, de man die Boudewijn in zijn bezit had. Jocelin betaalde 30.000 dinar voor de vrijlating van Boudewijn en verbleef daarna zelf enkele maanden in gevangenschap bij Jawali. Ook deze liet hem vrij toen Jocelin hem beloofde militaire hulp te verschaffen. Jocelin kwam hem hierin daadwerkelijk tegemoet.
Bij de terugkeer van Boudewijn weigerde de regent Tancred het gebied aan hem af te staan waardoor er een onderlinge strijd ontstond. Tancred mobiliseerde een leger en er werd een kleine slag uitgevochten bij Turbessel. Nog diezelfde avond zaten Boudewijn, Tancred en Jocelin aan een banket om het probleem nogmaals te bespreken. In de loop van 1108 bleek Jawali een goede bondgenoot te zijn in hun strijd tegen Ridwan van Aleppo. Zo kwam het opnieuw in de buurt van Turbessel tot een treffen. Ditmaal tussen Boudewijn, Jocelin en Jawali aan de ene kant en Tancred en Ridwan aan de andere kant van het slagveld. De partij van Jocelin verloor en hij moest vluchten.

### Uit de dienst van Boudewijn II

Het graafschap Edessa

Zonder dat Jocelin er in eerste instantie notitie ervan had kreeg hij plotselinge tegenstand van zijn neef Boudewijn. In 1112 had Jocelin een complot van de Armeniërs ontdekt om de stad Edessa over te dragen aan de moslims. Jocelin had toen Boudewijn gewaarschuwd en nam deel aan de onderdrukking van de verraders. Maar in de winter die daar opvolgde had Boudewijn geruchten gehoord dat Jocelin hem wilde vervangen door zichzelf als graaf van Edessa. Het land van Turbessel was rijk en de Armeniërs droegen Jocelin op hun handen, terwijl Boudewijn helemaal niet populair was. Aan het eind van het jaar werd hij naar Edessa geroepen en werd hem medegedeeld per brief dat Boudewijn ziek was en zijn successie wilde bespreken. Bij zijn aankomst werd in het gevang gegooid. Hij werd pas vrijgelaten toen hij meldde dat hij zijn leendom wilde opgeven. Daarna reisde hij naar het zuiden waar hij in Jeruzalem door koning Boudewijn I werd beleend met het vorstendom Galilea
Na de dood van koning Boudewijn I was Jocelin een belangrijk lid van de staatsraad die de nieuwe koning moest kiezen en hij droeg zijn eigen neef voor voor het koningschap. Zelf hield Jocelin er al rekening mee dat hij wellicht het graafschap Edessa toebedeeld zou krijgen. Toen Boudewijn II in 1118 Boudewijn I daadwerkelijk opvolgde als koning van Jeruzalem, verzoenden beide neven zich. Uit dank werd Jocelin tot graaf van Edessa verheven

### Graaf van Edessa
In 1123 werden Jocelin en Boudewijn gevangengenomen tijdens een grenspatrouille, maanden later werden de twee bevrijd dankzij een goed georganiseerde bevrijdingsactie van de Armeniërs, die daarvoor vijftig hulptroepen stuurden. Vrijwel direct maakte Boudewijn plannen voor een aanval op de steden Mosoel en Aleppo, wat tot een confrontatie kwam in de Slag van Azaz, de kruisvaarders wisten daar wel te zegevieren, nadat een aanval op de steden waren mislukt. Bij een van die aanvallen werd Jocelin II ontvoerd, maar die kon worden vrijgekocht bij de veroveringen die bij de Slag van Azaz werden achtergelaten. 
In 1131, tijdens een beleg van een kasteel noordoostelijk van Aleppo, stortte een kleine mijn in, daarbij raakte Jocelin zwaargewond. Tegelijk kwam het bericht dat emir Ghazi II op weg was om de stad Kaysun in te nemen. Jocelin gaf de opdracht aan zijn zoon Jocelin, om de Emir tegemoet te marcheren, deze weigerde. Waarop Jocelin zichzelf liet vastmaken aan een draagstoel of mogelijk een ladder om zo de emir tegemoet gaan. Als Ghazi II Danishmend te horen krijgt dat Jocelin hem tegemoetkomt, breekt hij zijn beleg af en keert weer huiswaarts (vermoedelijk dacht deze dat Jocelin al overleden was), waardoor Jocelin voor zijn overlijden nog een slag weet te winnen, hij overlijdt op de terugweg langs de kant van de weg.